# 小行星6401
小行星6401（英語：6401 Roentgen）是一颗围绕太阳公转的小行星。1991年4月15日，卡罗琳·舒梅克、尤金·舒梅克、大衞·李維在帕洛马山发现了此天体。
这颗小行星的绝对星等为93.56173788470591等。